# Takes a Lot of Walking
Takes a Lot of Walking är Granadas andra studioalbum, utgivet 2002 på Look Left Recordings. Skivans omslag är gjort av sångaren Anna Järvinen.

## Låtlista
1. "Time to Pass" - 3:48
2. "Everyplace We Went" - 3:40
3. "To Die For" - 4:03
4. "The Tortoise" - 7:25
5. "Going Back to the City" - 4:56
6. "Calm as Calm Can Be" - 3:39
7. "Once Long Ago" - 3:50
8. "Sleepy Eyes" - 4:55
9. "Salmon Country" - 5:23
10. "Go Go Go" - 5:40

## Medverkande musiker
- Anna Järvinen
- Magnus Vikström
- Christoffer Gunrup
- Jonas Ohlson
- Colin Greig
- Petter Lorentzon
- Lars Almkvist - trumpet
- Tom Hakava - slidegitarr på "Salmon Country"